# Barani Stawek
Barani Stawek (słow. Baranie pliesko) – staw położony na wysokości 2207 m n.p.m., w górnych partiach Doliny Pięciu Stawów Spiskich (górna część Doliny Małej Zimnej Wody), w słowackich Tatrach Wysokich. Jest to mały, okresowy stawek, położony w Baranim Ogrodzie u stóp południowej ściany Baranich Rogów. Jest najwyżej położonym zbiornikiem wodnym w Tatrach (ze stałych stawów najwyżej leży Lodowy Stawek). Bardzo trudno określić jego wymiary, ponieważ ulegają one wyraźnym okresowym wahaniom. Latem stawek często wysycha całkowicie. Nie prowadzą do niego żadne szlaki turystyczne, jednak można go odwiedzić w towarzystwie uprawnionego przewodnika, przy okazji wejścia na Baranie Rogi przez Baranią Przełęcz ze strony Doliny Pięciu Stawów Spiskich.